# みんなでスペランカーZ
『みんなでスペランカーZ』は、スクウェア・エニックスより2015年3月19日にPlayStation Storeにて配信された基本無料のPlayStation 4用ソフト。『みんなでスペランカー』の続編にあたる。同年5月21日からはPlayStation Vita版も配信開始。
北米では『SPELUNKER WORLD』のタイトルで配信されている。

## 概要
ちょっとした段差から落ちるだけで死亡、コウモリのフンに当たっても死亡、自分の置いた爆弾の爆風に巻き込まれると死亡、時間経過でエネルギーが無くなると死亡・・・と、とにかく死にやすい虚弱体質の冒険家「スペランカー」を操作し、洞窟の奥深くを目指すステージクリア型アクションゲーム『スペランカー』シリーズの最新作。最大6人での洞窟探検ができる『みんなでスペランカー』のゲームシステムを継承しつつ、基本無料・アイテム課金制のゲームとしてPlayStation Storeにてダウンロード配信されている。
当初はオンラインマルチプレイはPlayStation Plus加入者しかプレイできなかったが、6月下旬のアップデートによりPS Plus非加入者でもプレイ可能になった。
本作ではアイテムコレクションの要素が加わり、洞窟内で入手した石版から装備品やペットを入手することができる。
ファミコン版『スペランカー』からPS3版『みんなでスペランカー』までの作品はアイレムが販売元になっていたが、アイレムがゲーム事業を縮小する際に、ファミコン版のスペランカーのプロデューサーだったスコット津村が権利を取得し、Tozai Gamesで販売することになった。『みんなでスペランカーZ』は最弱の主人公が最強のメーカーと手を組んだらどうなるか考えた結果、Tozai Gamesがスクウェア・エニックスに依頼しコラボレーションが実現した。
タイトルやプロモーションムービーでの「みんなでスペランカー、ゼエーット!」のタイトルコールは『マジンガーZ』の主題歌などでお馴染みの水木一郎が担当している。
2015年10月には累計30万ダウンロードを突破した。
2020年1月30日を以てソフトのダウンロード配信終了とムーンストーンの販売を停止しており、2020年7月30日にサービスを終了した。。終了後はゲームを起動することが出来なくなっている。

## ストーリー
かつて、スペランカーと呼ばれた探検家がいた。彼は洞窟探検へと向かったが、ついに帰ってこなかった。
そして、10年の月日が流れた。スペランカーの息子は父の名前を継ぎ、新人の探検家として洞窟の奥深くへと向かうのだった。

## 登場キャラクター
スペランカー（2代目）
本作の主人公で、スペランカー（初代）の息子。消息不明なった父親の謎を知るべく、父親の名前を継ぎ洞窟探検へ向かう。
スペランカー（初代）
チュートリアルステージ（1-1から1-5）で使用可能の探検家で、スペランカー（2代目）の父親。本編（1-6）の10年前に洞窟探検へ向かったまま消息を絶つ。
ポチ
スペランカー（初代）と共に洞窟探検へ向かって一時消息不明になるものの戻ってくる。
スペラン子、ブラックスペランカー、スペラン子の姉
特定の条件を満たすとスペランカー（2代目）に代わって使用可能になる。

## ゲームシステム
本作では、冒険の準備を行う「ワールドマップ」と実際の冒険を行うアクションゲームの「ステージ」に分かれている。

### アクションステージ
方向キー左右で移動。□ボタン（または○ボタン）でポータブルファンの使用。×ボタンでジャンプ。下＋□ボタン（または下＋○ボタン）で爆弾の設置。上＋□ボタン（または上＋○ボタン）でフラッシュの使用。
エネルギーが0になったり、障害物や敵に接触、爆弾の爆風にまきこまれたり、フラッシュに接触するとミスになる。残機がある状態だと、残機が1減り、最後に通過したチェックポイントからの復活となる。なお、前作では「エネルギー」と呼ばれエネルギー全快アイテム扱いで、1人が接触すると消える仕様だった。本作では「チェックポイント」と名前が変わり、接触しても無くならなくなったため、他のプレイヤーも含めて何度でもエネルギーの回復が行えるようになった。
残機が0の状態でミスすると、1人プレイの場合はムーンストーンがあればコンティニューできる。
マルチプレイ時に残機が0の状態でミスすると、復活ポイントに戻された上でカウントダウンがはじまり、カウントダウン終了までに他のプレイヤーが接触すると復活できる。また、ムーンストーンを消費することでも復活できる。
プレイヤーが全員ゴールするとステージクリアとなり、次のエリアへと進める。ステージクリア時に、ステージ内で入手した石版の実から石版のかけらを入手できる。石版のかけらをいくつか集めると、石版になり、完成させるとアイテムを入手できる。

### ワールドマップ
ワールドマップでは冒険の準備を行える。入手した石版のかけらを完成させてアイテムを作成したり、入手したアイテムを合成したり、アイテムを装備したりできる。

## アイテム
キャラクター、ヘッド、ボディー、アクセサリー、ペットの5つのカテゴリーになっており、それぞれ1つずつ選択可能。見た目が変わるだけではなく、アイテムによっては特殊能力（アビリティ）を備えているものもある。
なお、それぞれのアイテムには、装備できるキャラクターが限定されているものがある。
アビリティの主な能力は以下の通り。
トラップ耐性
特定のトラップや敵との接触に対して規定回数分だけ無効化する。
ポータブルファン強化
ポータブルファンの最大射程や攻撃力を強化する。
初期アイテム数増加
ダイナマイト、フラッシュの初期弾数が増加する。
エネルギー強化
エネルギーの最大値を増やしたり、消費を軽減する。
ダイナマイト強化
ダイナマイトの爆破距離が増大する。

## コラボレーション
『どこでもいっしょ』、『聖剣伝説2』、『アトランチスの謎』、『新次元ゲイム ネプテューヌVII』、『拡散性ミリオンアーサー』といったタイトルとのコラボレーションイベントを実施している。